# Давні північні євразійці
∞
Давні північні євразійці (англ. Ancient North Eurasian, ANE) — в популяційній генетиці людини автосомний компонент, що походить від популяцій, генетично схожих зі зразками з верхнього палеоліту тундростепу північного сходу Євразії, який представляє лінію популяції культури Мальта-Буреть (близько  24 000 р. тому) та популяцій, тісно пов'язаних з ними, таких як популяція верхнього палеоліту з Афонтової гори в Сибіру. 

Генетичні дослідження також показали, що популяції ANE тісно пов'язані із популяціями попередньої Янської культури (близько 32 000 р. тому), які отримали назву «Давні Північні Сибіряки» (англ. Ancient North Siberians, ANS), і які або є прямими предками ANE, або обидві є тісно пов'язаними сестринськими лініями. 

Лінії ANE/ANS походять від події змішання між «давніми західними євразійцями» (найкраще представленими верхньопалеолітичними європейцями, такими як Костенки-14, близько 38 000 р. тому) та «давніми східними євразійцями» (найкраще представленими Тяньюаньською людиною, близько 39 000 р. тому) у верхньому палеоліті. 

Близько 20 000–25 000 років тому гілка давніх північноєвразійців змішалася з давніми східними азійцями, що призвело до появи предків корінних американців, давніх берингійців та давніх палеосибірських народів. 
Точно невідомо, де відбулося це змішання, і дві протилежні теорії висунули різні міграційні сценарії, які об'єднали давніх північноєвразійців із давніми східноазійськими народами. 

Пізніше популяції ANE мігрували на захід до Європи та змішалися з європейськими групами, спорідненими із західноєвропейськими мисливцями-збирачами (WHG), утворивши групу східноєвропейських мисливців-збирачів (EHG), яка пізніше змішалася з кавказькими мисливцями-збирачами, утворивши західну групу степових скотарів, яка широко поширилася по всій Євразії у бронзову добу. 

ANE поширилися по всій Євразії та Америці внаслідок різних міграцій, починаючи з верхнього палеоліту. 

Значну частку ANE можна знайти в корінних американців, а також в Європі, Південній Азії, Центральній Азії та Сибіру. Висловлено припущення, що їхня міфологія могла містити наративи, спільні як для індоєвропейської, так і для деяких корінних американських культур, такі як існування метафізичного світового дерева та собаки, яка охороняє шлях до потойбічного життя. 

## Генетичні дослідження

### Визначення
Лінія ANE, також відома як палеолітичні сибіряки, відома з останків «хлопчика з Мальти» (MA-1), який жив під час останнього льодовикового максимуму, 24 000 років тому в Центральному Сибіру, виявленими в 1920-х роках. 
Разом зі зразками з місця Янської стоянки та особинами Афонтової гори їх разом називають «давніми північними сибіряками», хоча «давні північноєвразійці» також використовуються як збірна назва для останків MA-1 та Янської стоянки.

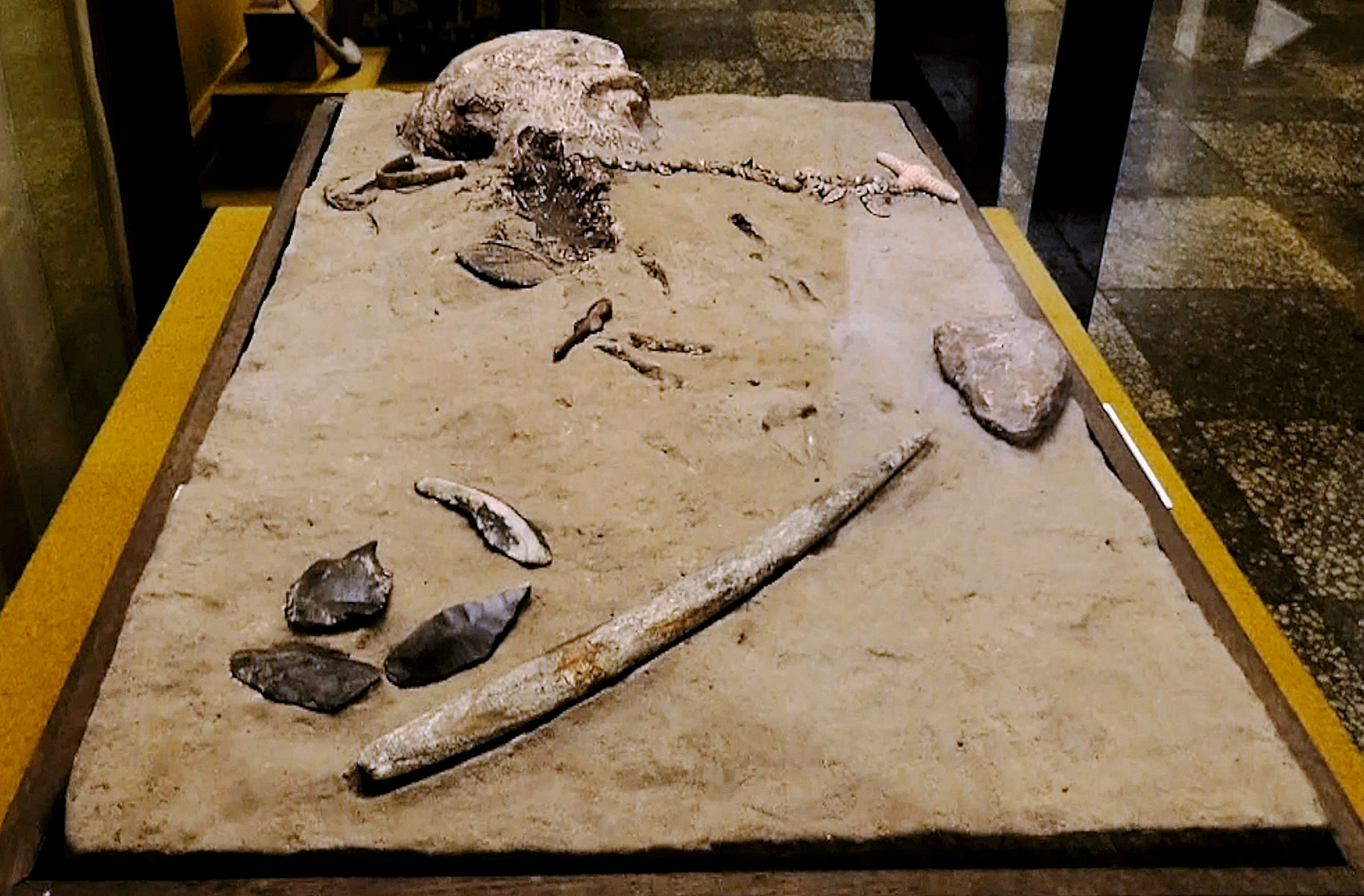
Хлопчик з Мальти (MA-1), датований 24 000 роком тому, з артефактами з гробниці, Ермітаж (зал 11),, Санкт-Петербург.

Гаплогрупи Y-хромосоми, пов'язані з давніми північноєвразійцями, — P-M45 та її субклади R та Q. 
Науковці вважають, що гаплогрупа P виникла близько 44 000 років тому в Південній або Південно-Східній Азії та спостерігається з найвищою частотою серед корінних груп Південно-Східної Азії, таких як андаманці або народ джахай. 
P з'явилась пізніше за гаплогрупу K2b, знайденої у верхньопалеолітичної Тяньюаньської людини у Північному Китаї, а її сестринська клада гаплогрупа MS-P397 є найпоширенішою серед океанічних популяцій. 
Їхня материнська гаплогрупа належала до субкладів гаплогрупи U, що зазвичай зустрічаються серед західноєвразійських популяцій. 

### Формування

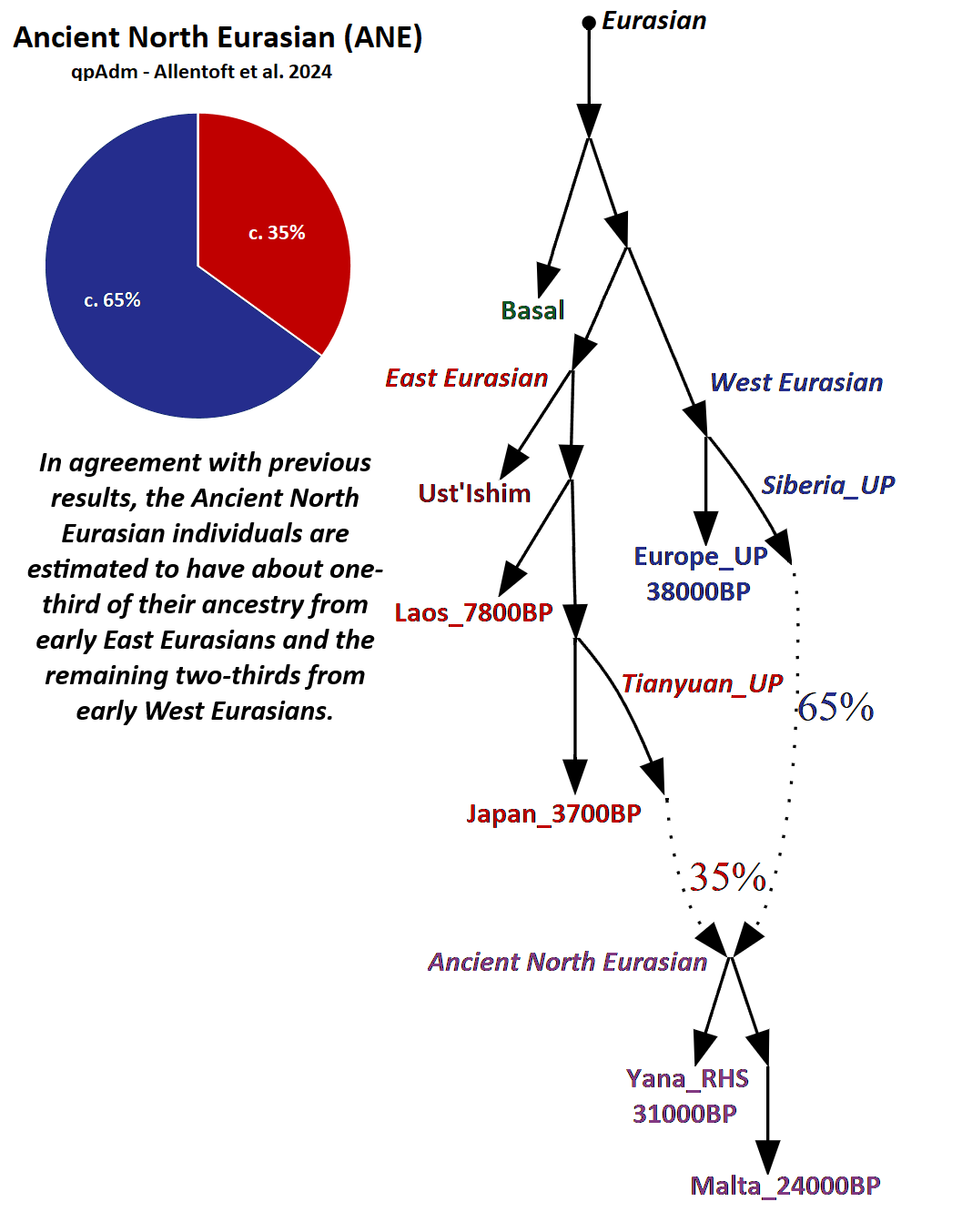
Модель qpGraph від Allentoft et al. 2024, що показує можливе формування стародавніх північних сибіряків/євразійців (ANS/ANE)

Формування генофонду давньоєвразійських/сибірських (ANE/ANS) людей відбулося в період верхнього палеоліту: раннє західноєвразійське населення, споріднене з верхньопалеолітичними європейцями, таке як Костенки-14 та Сунгир, мігрувало «північним шляхом» до Сибіру, де вони зустрілися та змішалися з давньосхідноєвразійським населенням, яке прибуло раніше, в початковий період верхнього палеоліту, «південним шляхом». 
«Східноєвразійське» джерело найтісніше пов'язане з предками, виявленими серед 40 000-річної тяньюанської людини з Північного Китаю та інших верхньопалеолітичних східно/південно-східноазійських груп. 
Загалом, ANE/ANS походять приблизно на 50–71% від раннього західноєвразійського джерела та на 29–50% від східноєвразійського джерела. 

У середньому, ANE/ANS зазвичай моделюються як приблизно 2/3 ранньозахідноєвразійські та 1/3 ранньосхідноєвразійські. 

Давньоєвразійська лінія (представлена зразками Мальти та Яна) займає проміжне положення між «давньозахідними євразійцями» (представленими лінією, подібною до Костенки-14) та «давньосхідними євразійцями» (представленими лінією, подібною до Тяньюаня), оскільки вони є результатом палеолітичної події змішання. 

Grebenyuk et al. стверджують, що «давні північні євразійці» були «племенами мисливців раннього верхнього палеоліту» та пов'язані з аналогічними групами, пов'язаними з пам'ятками Південного Сибіру. 
Ці спільноти мисливців Південного Сибіру та Центральної Азії належали до однієї з найдавніших хвиль міграції анатомічно сучасних людей до Сибіру. 
Автори підсумували, що «первісне заселення Північно-Східної Азії анатомічно сучасними людьми могло відбуватися як із заходу на схід, так і з півдня на північ». 

## Моделі розподілу та міграції
Приблизно до 32 тис. років тому популяції, що мали предків, пов'язаних з ANE, ймовірно, були широко поширені по всій північно-східній Євразії. 
Вони, можливо, поширилися аж до Аляски та Юкону, але були змушені покинути регіони високих широт після настання суворіших кліматичних умов, що супроводжували останній льодовиковий максимум. 

Секвенування генів іншої популяції південно-центрального Сибіру (Афонтова гора-2) , що датується приблизно 17 000 років тому, виявило подібні аутосомно-генетичні сигнатури до хлопчика з Мальти-1, що свідчить про те, що регіон був безперервно заселений людьми протягом усього останнього льодовикового максимуму. 

Припускається, що предки ANE, виявлені серед сучасних людських популяцій, значною мірою походять від популяції, пов'язаної з Афонтовою горою (AG2/3), а не з Мальтою (MA1) чи Яною. 

Походження, подібне до ANE, було важливим генетичним фактором для геному корінних американців, європейців, стародавніх центральноазійців, південних азійців та деяких східноазійських груп, у порядку значущості. 

Lazaridis et al. (2016:10) зазначають «лінію походження ANE по всій Євразії». 
Дослідження 2016 року показало, що максимум походження від ANE припадає на сучасних кетів, мансі, корінних американців та селькупів. 

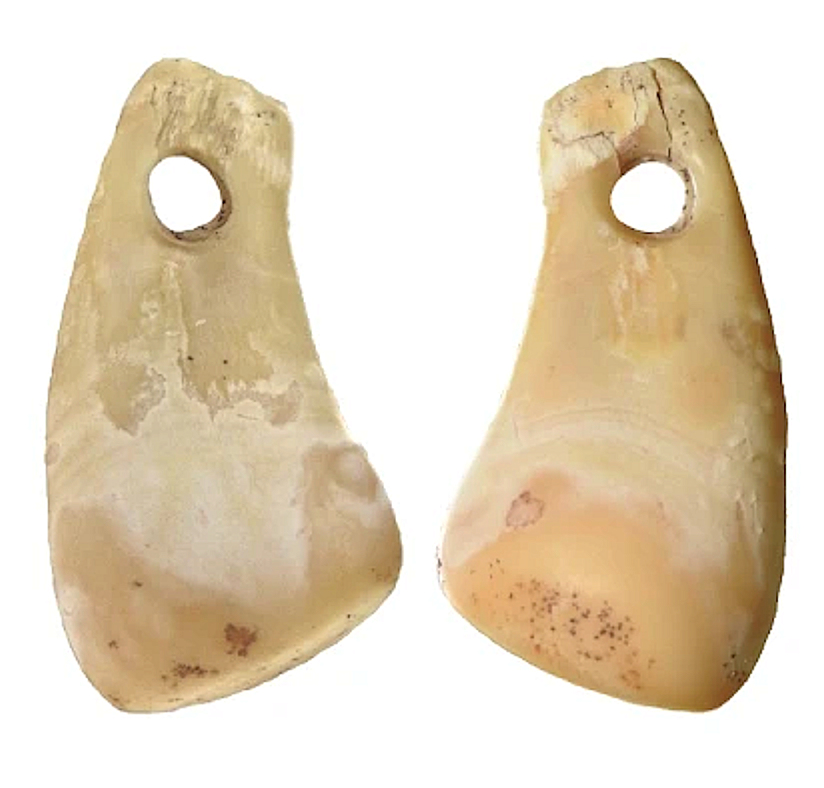
Підвіска з оленячого зуба жінки ANE походження з Денисової печери, датована приблизно 24 700 років тому.

У Денисовій печері знайшли кулон із зуба оленя, імпрегнованого генетичним матеріалом жінки ANE, яка датується приблизно 24 700 рр. тому. Вона тісно пов'язана зі зразками з Мальти та Афонтової гори, знайденими далі на схід. 

Було виявлено, що у давньої Тяньюаньської людини та сучасних популяцій Східної/Південно-Східної Азії бракувало верхньопалеолітичної західноєвразійської або пов'язаної з ANE домішки, що свідчить про «стійкість цих груп до вхідних рухів населення Північної Азії» або, як варіант, про подальше повторне розширення з генетично подібного до східноазійського популяційного резервуара. 

Було виявлено , що інший, але географічно близький екземпляр, відомий як Салхітська людина (близько 34 000 років тому) з Північної Монголії, демонструє складний зв'язок з особинами Янської стоянки. 
У той час як Янська популяція походить приблизно на 33% від джерела, подібного до Тяньюань, Салхітська людина походить приблизно на 25% від Янської лінії, а решта 75% - від Тяньюаньської лінії. 

### Групи що частково походять від стародавніх північних євразійців

#### Корінні американці

Популяція «Давніх північних євразійців» (ANE) складалася з кількох палеолітичних сибірських груп і сприяла розвитку широкого кола популяцій по всій Євразії.

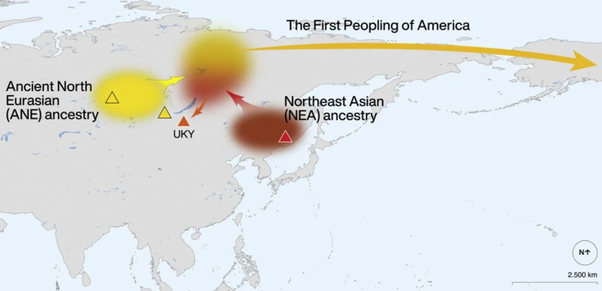
На карті показано походження першої великої хвилі корінних американців. Йдеться про предків північних євразійців (ANE, споріднених з європейцями) та північно-східних азійців (NEA, споріднених зі східноазійцями). Змішання відбулося десь у північно-східному Сибіру.

Згідно з Moreno-Mayar et al. (2018), від 14% до 38% корінних американців можуть походити від потоку генів від популяції Мальта-Буреть (ANE). 
Ця різниця зумовлена проникненням пізніших «неосибірських» міграцій в Америку, причому найнижчий відсоток ANE-походження виявлено у інуїтів та корінних жителів Аляски, оскільки ці групи є результатом міграцій в Америку приблизно 5000 років тому. 

Оцінки ANE-походження серед корінних американців першої хвилі показують вищі відсотки, 

а саме 41% (36-45%) для тих, хто належав до Андського регіону в Південній Америці. 

Інший компонент походження серед корінних американців (решта їхнього походження) мав східноазійське походження, зокрема з лінії, яка відокремилась від східних азійців приблизно 30 000 років тому. 

На думку Дженніфер Рафф, стародавнє північноєвразійське населення змішалося з дочірнім населенням давніх східних азійців, з якими вони зустрілися близько 25 000 років тому, що призвело до появи предків корінних американців. 
Однак точне місце, де відбулося змішання, невідоме, а міграційні рухи, що об'єднали ці дві популяції, є предметом дискусій. 

Vallini et al., 2024, зазначають, що «геном корінних американців свідчить про переважно східноазійське походження з меншим внеском палеолітичних західноєвразійських популяцій». 

Одна з теорій припускає, що давні північні євразійці мігрували на південь до Східної Азії або Південного Сибіру, де вони зустрілися та змішалися з стародавніми східними азійцями. 
Генетичні дані з озера Байкал підтверджують, що саме цей район став місцем, де відбулося змішання. 

Однак, третя теорія, «гіпотеза берингійського рефугіуму», припускає, що східні азійці замість цього мігрували на північ до Північно-Східного Сибіру, де вони змішалися з корінними американцями, а пізніше розійшлися в Берингії, де сформувалися окремі лінії корінних американців. 
Ця теорія підтверджується даними материнської та ядерної ДНК. 

На думку Гребенюка, 20 000 років тому група давніх східних азійців мігрувала до Північно-Східного Сибіру та змішалася з нащадками ANE, що призвело до появи давньопалеосибірських та корінних американських популяцій у Крайній Північно-Східній Азії. 

Проте, гіпотеза берингійського рефугіуму не підтверджується даними батьківської ДНК, які можуть віддзеркалювати різну історію популяцій для батьківських та материнських ліній у корінних американців, що не є рідкістю та спостерігалося в інших популяціях. 

До нащадків змішаних представників ANE та давніх східних азійців належать давньоберингійці (англ. Ancient Beringian, AB)/предки корінних американців, які мають специфічні археогенетичні лінії, знайдені в геномі немовляти (USR1), на місці розкопок на берегах річки Апвард-Сан-Рівер, що датується 11 500 років тому. 

Лінії AB та предків корінних американців (англ. Ancestral Native American (ANA)) сформувалися близько 25 000 років тому, а згодом розійшлися одна від одної, причому AB залишилися в берингійському регіоні, тоді як предки корінних американців заселили Америку. 
Генетичний внесок ANE у пізньопаеолітичних предків корінних американців (зразок USR1, датований 11 500 роком тому на Алясці, та зразок що належить популяції культури Кловіс, датований 12 600 роком тому в Монтані) оцінюється в 36,8%. 
 
Палеосибірські популяції представлені пізнім палеолітом озера Байкал Устькяхта-3 (UKY) 14 050-13 770 років тому, мали 30% ANE та 70% східноазійського походження. 

#### Популяція Дзьомон
Популяція Дзьомон , донеолітичне населення Японії, переважно походить від давньої східноазійської лінії, але, можливо, контактував з популяцією ANS (подібною до Янської популяції). 
Це ґрунтується на незначній спорідненості між представниками популяцій Дзьомон та Яна. 

Цей контакт може бути пов'язаний з поширенням технології мікролез. 

Генотип Дзьомон досі зустрічається серед мешканців сучасної Японії: найпомітніший серед айну , яких вважають прямими нащадками народу Дзьомон, і невеликою, але значною мірою серед більшості японського населення. 

#### Сибірські та азійські голоценові популяції
Алтайські мисливці-збирачі — сибірські мисливці-збирачі середнього голоцену в Алтайсько-Саянському регіоні на півдні Сибіру. 
Вони походять від суміші палеосибірських та давньоєвразійських груп і демонструють підвищену спорідненість з корінними американцями. 
Групи бронзової доби з Північної та Центральної Азії зі значним ANE походженням (наприклад, мисливці-збирачі озера Байкал, скотарі Окунева) можуть бути успішно змодельовані з алтайськими мисливцями-збирачами як проксимальним джерелом походження, похідним від ANE. 

Західносибірські мисливці-збирачі (англ. West Siberian Hunter-Gatherer, WSHG) – специфічна археогенетична лінія, про яку вперше повідомили Narasimhan et al. (2019). 
Її можна змоделювати як 20% представників EHG, 73% представників ANE та 6% давні північносхідні азійці. 
Хоча вона представлена лише трьома вибірковими особинами мисливців-збирачів з Тюменської області в Лісовій зоні Росії на схід від Уралу, датованими приблизно 5000 роком до н. е., високий рівень предків, подібних до WSHG, можна виявити в різних популяціях Центральної Азії аж до бронзової доби. 
Носії Ботайської культури, хоча, ймовірно, не має прямого походження від WSHG, демонструє високу спорідненість з лінією WSHG. 

Європейсько-сибірська клінальна лінія, визначена східними предками мисливців-збирачів, простягалася від Центральної Європи до Західного Сибіру та вже була сформована 10 000 років тому. 

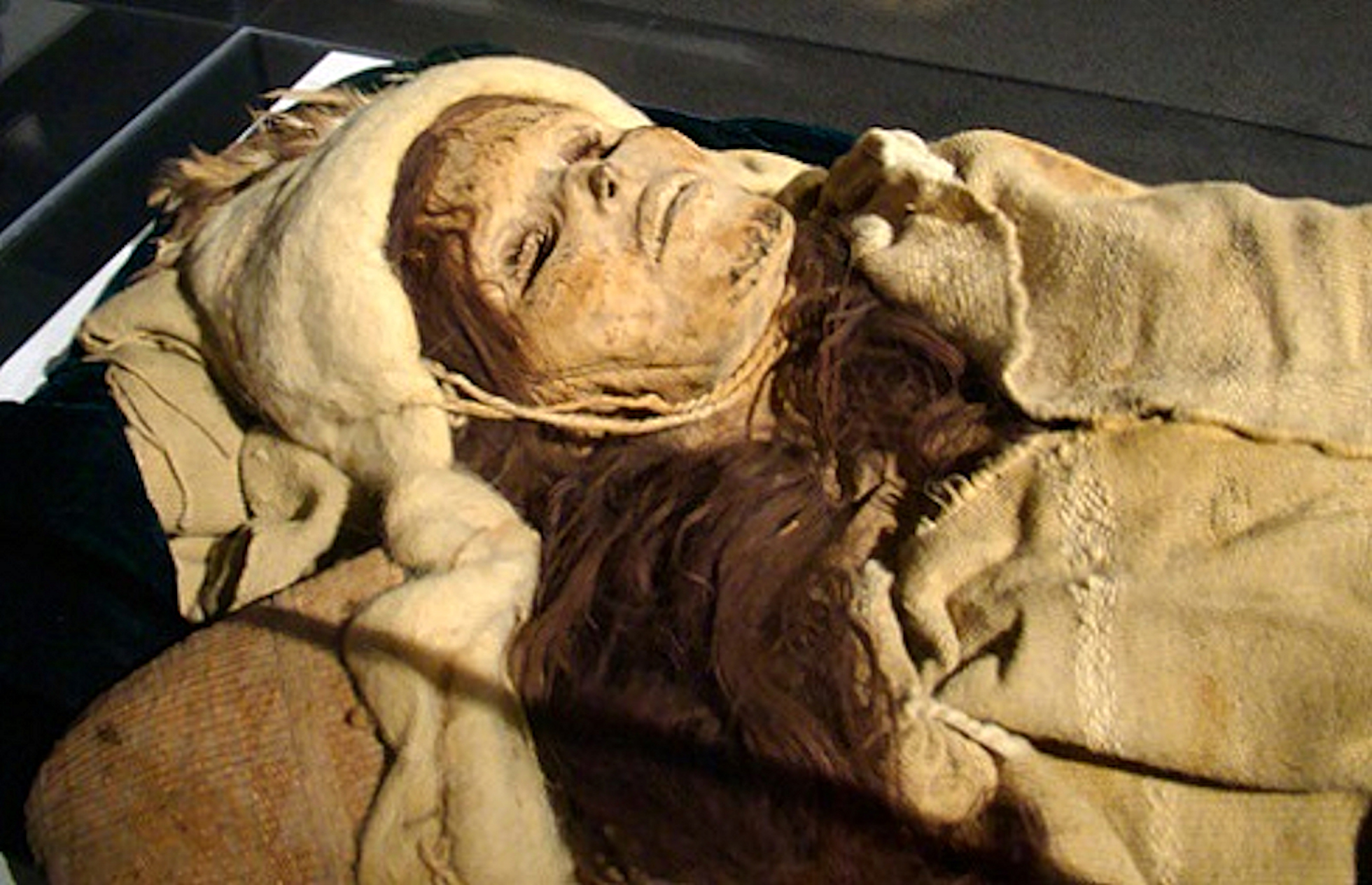
«», одна з таримських мумій та давніх північних євразійців.

Серед пізніших сибірських популяцій, період неоліту-ранньої бронзової доби, байкальський енеоліт (Baikal_EN) та байкальська ранній бронзова доба (Baikal_EBA) походили від 6,4% до 20,1% предків від ANE, тоді як решта їхнього походження походить від геному давнього північно-східних азійців (ANA). 
Fofonovo_EN поблизу озера Байкал були сумішшю 12-17% предків ANE та 83-87% предків ANA. 

#### Таримські мумії
Генетичне дослідження Таримських мумій, проведене у 2021 році , показало, що вони походять переважно від популяції, представленої екземпляром Афонтова гора 3 (AG3), генетично демонструючи «високу спорідненість» з ним. 
 
Генетичний профіль особини Афонтова гора 3 представляв близько 72% предків Таримських мумій, тоді як решта 28% їхнього походження походять від популяції, представленої Байкальською EBA (Байкальською популяцією північно-східних азійців ранньої бронзової доби). 

Таким чином, Таримські мумії є однією з небагатьох голоценових популяцій, які походять більшою частиною від давніх північних євразійців (ANE, зокрема популяції Мальти та Афонтової гори), попри їхню часову віддаленість (близько 14 000 років). 

Виживши у своєрідному «генетичному вузькому місці» в Таримському басейні, де вони зберегли та увічнили своє ANE-походження, Таримські мумії, більше ніж будь-які інші стародавні популяції, можна вважати «найкращими представниками» стародавніх північних євразійців серед усіх відомих популяцій бронзової доби. 

#### Західноазійські популяції
Іранські популяції мезоліту та неоліту отримали значну частину свого походження від потоку генів, подібного до ANE. ANE-походження присутнє серед неолітичних іранців, а також серед віддалено споріднених кавказьких мисливців-збирачів, а решта походження значною мірою походить від місцевих або сусідніх західноєвразійських та базальноєвразійських джерел. 

Було виявлено , що ранньонеолітичний зразок (Tutkaul1) з Таджикистану походить переважно від давніх північних євразійців з деякими додатковими неолітичними іранськими елементами. 
Зразок тісно пов'язаний з Афонтовою горою 3 (AG3) та Мальтою 1, а також із західносибірськими мисливцями-збирачами (Тюмень та Сосновий). Хоча зразок також демонструє спорідненість зі східноєвропейськими мисливцями-збирачами (англ. Eastern hunter-gatherers, EHG), AG3 виявився ближчим до EHG, ніж Tutkaul1, який, навпаки, може бути хорошим показником походження, пов'язаного з ANE, серед стародавніх популяцій з Ірану та Туранського регіону. 

#### Європейські популяції
Геномні дослідження також вказують на те, що компонент ANE був принесений до Західної Європи людьми, спорідненими з носіями Ямної культури. 

Lazaridis et al. (2014) виявили предків ANE серед сучасних європейських популяцій у пропорціях до 20%. 

У давніх європейських популяціях генетичний компонент ANE помітний у тестах популяцій Ямної культури 
, 
але не у західних чи центральноєвропейців, які передували культурі шнурової кераміки:
Геном ANE було введено в європейський генофонд з лінією східноєвропейських мисливців-збирачів (англ. Eastern Hunter-Gatherer, EHG), яка походить від ANE на значну частку, приблизно на 70%, а решта походить від групи, тісніше пов'язаної із західноєвропейськими мисливцями-збирачами (англ. Western hunter-gatherer, WHG), але відмінної від них. 

Вона представлена кількома особинами, такими як з Оленячоострівського могильнику в Карелії, одна з Y-гаплогрупи R1a-M417, датована приблизно 8,4 тис. років тому, інша з Y-гаплогрупи J, датована приблизно 7,2 тис. років тому; та одна особа з Самари, Y-гаплогрупи R1b-P297, датована приблизно 7,6 тис. років тому, а також особини з Сіделкіно та Попово. 
Після закінчення останнього льодовикового максимуму лінії західноєвропейських мисливців-збирачів (WHG) та EHG об'єдналися у Східній Європі, що пояснює ранню присутність предків, похідних від ANE, у мезолітичній Європі. 
Дані свідчать про те, що, коли стародавні північні євразійці мігрували на захід зі Східного Сибіру, вони також поглинули західноєвропейських мисливців-збирачів та інші західноєвразійські популяції. 

Villalba-Mouco et al. (2023) підтвердили сильну спорідненість між східноєвропейськими мисливцями-збирачами (EHG) та давніми північними євразійцями, а також виявили низьку спорідненість з Тяньюаньською людиною, що пояснюється тим, що вони мали значну кількість предків ANE. 

Скандинавські мисливці-збирачі (англ. Scandinavian hunter-gatherer, SHG) представлені кількома особами, похованими в Муталі, Швеція, приблизно 6000 р. тому. 
Вони походять від західноєвропейських мисливців-збирачів , які спочатку заселили Скандинавію з півдня, а пізніше отримали домішки від EHG, які потрапили до Скандинавії з півночі через узбережжя Норвегії . 

Західноєвропейські мисливці-збирачі кластера Віллабруна також мали Y-гаплогрупу R1b , що походить від давньої північноєвразійської гаплогрупи R *, що вказує на «ранній зв'язок між Європою та західним краєм Степового поясу Євразії». 

Західні степові скотарі (англ. Western Steppe Herders, WSH) – назва, дана окремому предковому компоненту, який представляє походження, тісно пов'язане з ямною культурою Понтійсько-Каспійського степу. 

Цього предка часто називають ямним або степовим, і він утворився з EHG та CHG (кавказькі мисливці-збирачі) приблизно в рівних пропорціях. 
 
Було виявлено, що давні культури бронзової доби та степу Ямна та Афанасьевська мали значний ANE-подібний компонент приблизно на рівні 25–50% через їхнє походження EHG та CHG. 

## Прогнозування фенотипу
Геномні дослідження, проведені Raghavan et al. (2014) та Fu et al. (2016), показали, що хлопчик з Мальти, можливо, мав карі очі, відносно темне волосся та темну шкіру 
, 
водночас застерігаючи, що цей аналіз базується на надзвичайно низькому покритті ДНК, що може не дати точного прогнозу пігментації. 

Mathieson, et al. (2018) не змогли визначити, чи мав хлопчик Мальта 1 похідний алель, пов'язаний зі світлим волоссям у нащадків ANE, оскільки вони не змогли отримати покриття для цього SNP. 

### Антропологічні дослідження

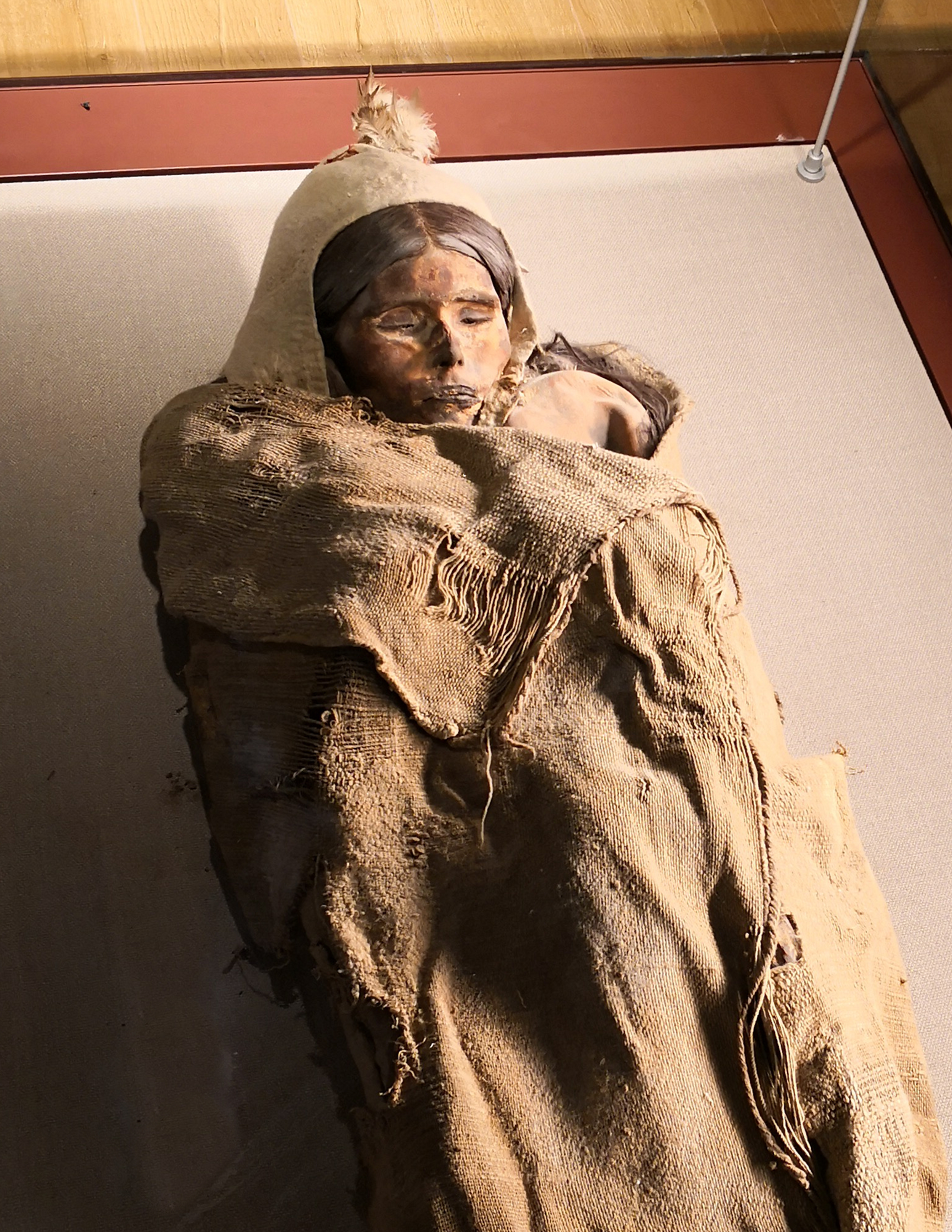
Одна з таримських мумій, «Красуня з Лулана», датована приблизно 2000 роком до н.е.

Козінцев (2020, 2022) стверджує, що історичне населення південного Сибіру, Окунево, та інші палеосибіряки, які значною мірою походять від стародавніх північних євразійців, мають чіткий краніометричний фенотип, який він назвав «американоїдним», що представляє варіацію перших людей у Сибіру і не має бути пов'язана виключно зі стародавніми європеоїдами. 
Власне стародавні північні євразійці представляють «бореальну» варіацію ранніх людей. 
Краніометричні дані щодо останків ANE (наприклад, з Ботаю), показують, що вони найтісніше групуються з останками носіїв культури ямково-гребінцевої кераміки у Східній Європі та займають «західнішу» позицію. 

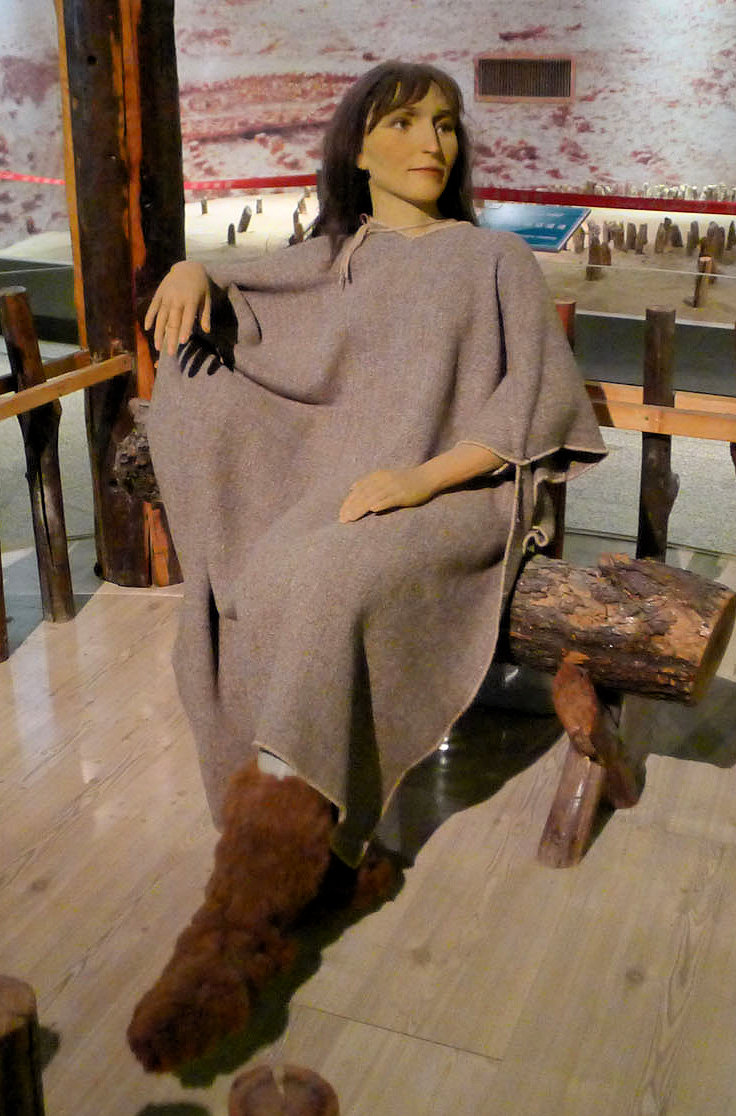
Реконструкція жіночої особи з.. Таримські мумії вважаються «найкращими представниками» стародавніх північних євразійців.

Zhang et al. (2021) припустили, що «західні» риси ранніх таримських мумій можна пояснити їхнім давнім північноєвразійським походженням. 

Попередні краніометричні аналізи ранніх таримських мумій показали, що вони утворили окремий кластер і не об'єдналися ні з європейськими степовими скотарями андроновської та афанасіївської культур, ні з мешканцями центральноазійської культури BMAC, ні зі східноазійським населенням далі на схід, але демонстрували спорідненість з двома зразками з Хараппи цивілізації долини Інду. 

### Еволюція світлого волосся
Біляве волосся пов'язане з однонуклеотидним поліморфізмом, мутованим алелем rs12821256 гена KITLG. 

Найдавніша відома особина з цим алелем - це жінка південно-центральної сибірської ANE популяції зі стоянки Афонтова гора 3, яка датується приблизно 17 000 років тому (раніший ANE злопчик з Мальти не має достатнього охоплення послідовностей, щоб зробити це визначення). 

Потім алель з'являється пізніше в популяціях східноєвропейських мисливців-збирачів (EHG), похідних від ANE, в Самарі, Моталі та Україні, приблизно 10 000 років тому, а потім у популяціях степового походження. 

Тому, Mathieson, et al. (2018) стверджували, що цей алель виник у давній північноєвразійській популяції, перш ніж поширитися на західну Євразію. 

Генетик Девід Райх стверджував, що ген KITLG, що відповідає за світле волосся, ймовірно, потрапив до континентальної Європи під час хвилі міграції населення з євразійського степу, популяцією, яка мала значне давнє північноєвразійське походження. 

Ген також був виявлений серед Таримських мумій. 

## Порівняльна міфологія
Оскільки термін «давній північні євразійці» стосується генетичноспоріднених популяцій, дослідники порівняльної міфології стверджують, що вони, ймовірно, мали спільні міфи та вірування, які можна реконструювати шляхом порівняння історій, засвідчених у культурах, які не контактували протягом тисячоліть і простягалися від Понтійсько-Каспійського степу до Американського континенту. 

Міф про собаку, що охороняє Потойбіччя, можливо, походить від давніших вірувань давніх північних євразійців, про що свідчать подібні мотиви, знайдені в індоєвропейській, корінній американській та сибірській міфології. 
У віруваннях сіу, алгонкінів, ірокезів, а також Центральної та Південної Америки лютий сторожовий собака знаходився в Чумацькому Шляху, сприймався як шлях душ у потойбічному житті, і подолання його було випробуванням. 
Сибірські чукчі та тунгуси вірили в собаку-охоронця потойбічного життя та собаку-духа, який поглинав душу померлого та діяв як провідник у потойбічному житті. 
В індоєвропейських міфах образ собаки втілюють Цербер, Шарвара та Ґарм. 
У зороастризмі два чотириокі собаки охороняють міст до потойбічного життя, який називається міст Чинват. 
Ентоні та Браун зазначають, що це може бути один з найдавніших міфів, які можна знайти за допомогою порівняльної міфології . 

Друга серія вірувань, міфів та ритуалів, пов'язаних з псами, пов'язувала собак зі зціленням, а не зі смертю. Наприклад, давньоблизькосхідні та тюрксько-кипчакські міфи схильні асоціювати собак зі зціленням і загалом класифікували собак як нечистих. 
Подібна міфологічна схема передбачається для енеолітичної стоянки Ботай у Казахстані, датованої 3500 роком до н. е. яка може представляти собаку як поглинача хвороб та охоронця домогосподарства від хвороб та зла. 
У Месопотамії богиня Нінтинугга, пов'язана зі зціленням, супроводжувалася або символізувалася собаками. 
Подібні ритуали зцілення та жертвопринесення з використанням поглинача цуценят практикувалися в Греції та Італії, серед хетів, знову ж таки, можливо, під впливом близькосхідних традицій. 

## Нотатки
1. ↑  Sikora та ін., (2019) моделюють особин ANE/ANS як 22–29% східноєвразійських, а решта – західноєвразійських. Massilani et al., (2020): «Згідно з попередніми результатами (10), за оцінками, особини Янської стоянки мають приблизно третину свого походження від ранніх східних євразійців, а решта дві третини – від ранніх західних євразійців" Yang та ін., (2020) змоделювали ANS/ANE як приблизно 32–38% східноєвразійських та приблизно 62–68% західноєвразійських Vallini та ін., (2022) моделюють популяцію з Янської стоянки як приблизно 50% західноєвразійських та приблизно 50% східноєвразійських.. 
Vallini та ін., (2024) змоделювали ANS (Янська стоянка) як приблизно 47% східноєвразійських та 53% західноєвразійських, тоді як ANE (Мальта) була змодельована приблизно як 33% східноєвразійських та 67% західноєвразійських. Allentoft та ін., (2024) змоделювали ANS/ANE як приблизно 35% східноєвразійського та 65% західноєвразійського.
2. ↑  "Нещодавні палеогеномічні дослідження показали, що міграції західних степових скотарів, що розпочалися в енеоліті (близько 3300–2700 рр. до н. е.), глибоко змінили геном та культури Європи та Центральної Азії... Міграція цих західних степових скотарів, найдавнішим представником яких був ямний горизонт (близько 3300–2700 рр. до н. е.), зробила свій внесок не лише в європейську культуру шнурової кераміки (близько 2500–2200 рр. до н. е.), але й у степові культури, розташовані між Каспійським морем та Алтайсько-Саянським гірським регіоном, такі як Афанасьєва (близько 3300–2500 рр. до н. е.) та пізніші культури Сінташтинська (2100–1800 рр. до н. е.) та Андроновська (1800–1300 рр. до н. е.)"[66]